# Аксіома Паша
Аксіо́ма Па́ша — одна з аксіом порядку в системі аксіом Гільберта евклідової геометрії.
Формулювання аксіоми використовує поняття «лежати всередині відрізка», причому відрізок тут розглядається як система двох різних точок {\displaystyle A} і {\displaystyle B}, які належать одній прямій; точки, що лежать між точками {\displaystyle A} і {\displaystyle B}, називають точками відрізка (або внутрішніми точками відрізка). Поняття «між» (лежати між) описується групою аксіом порядку, куди входить і аксіома Паша, яка формулюється так:
| Нехай {\displaystyle A}, {\displaystyle B}, {\displaystyle C} — три точки, що не лежать на одній прямій, і {\displaystyle a} — пряма в площині {\displaystyle (ABC)} цих трьох точок, яка не проходить через жодну з точок {\displaystyle A}, {\displaystyle B}, {\displaystyle C}; якщо при цьому пряма проходить через одну з точок відрізка {\displaystyle AB}, то вона має пройти через одну з точок відрізка {\displaystyle AC} або через одну з точок відрізка {\displaystyle BC}. |

Аксіома Паша є аксіомою абсолютної геометрії. За допомогою інших гільбертових аксіом порядку можна довести, що пряма {\displaystyle a} не може перетнути обидва відрізки {\displaystyle AC} і {\displaystyle BC}.

## Історія
Аксіому вперше сформулював Моріц Паш.